# Ngày Quốc tế chống sử dụng Binh sĩ Trẻ em

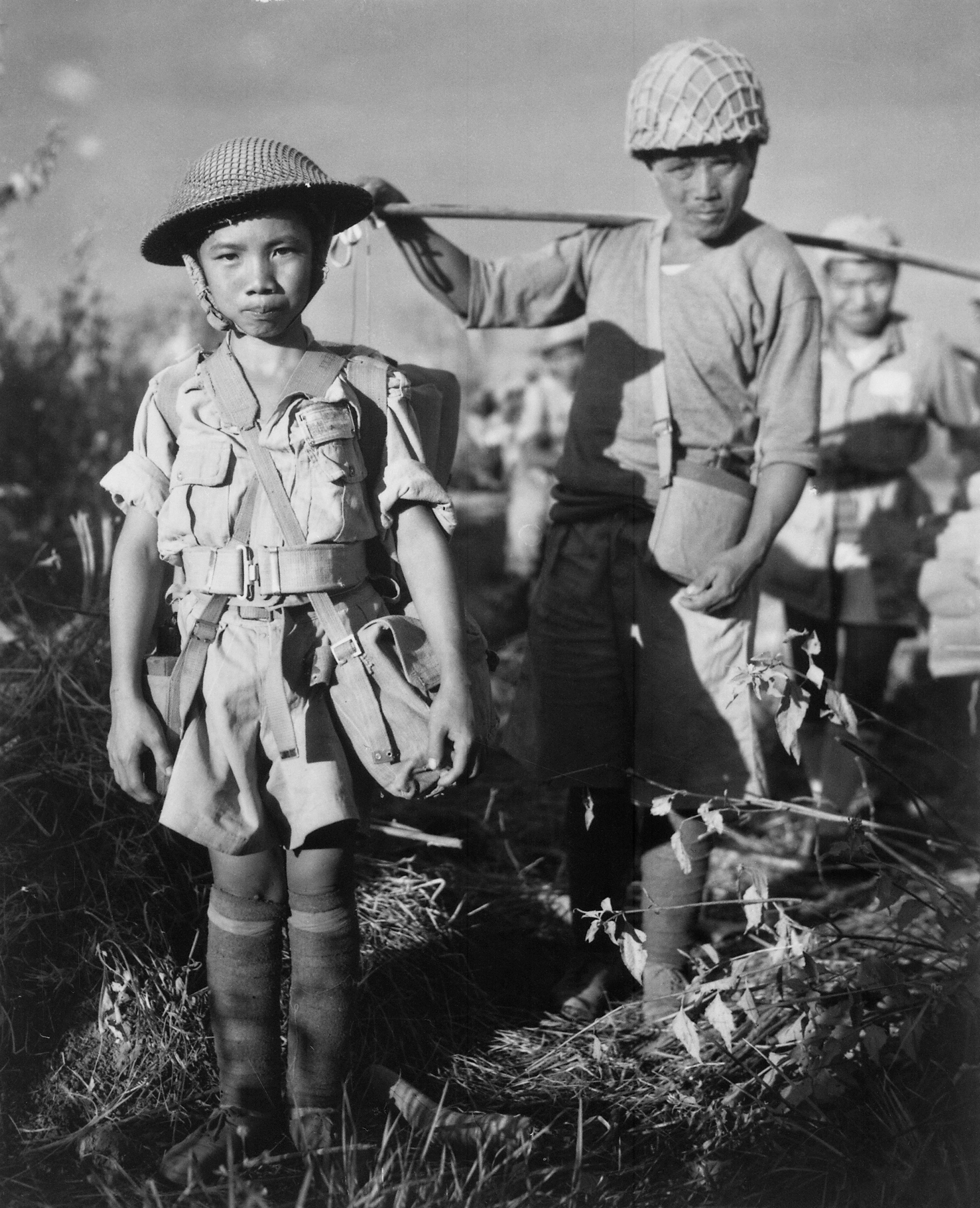
Một lính trẻ em Trung Quốc, 10 tuổi (Tháng 5 năm 1944)

Ngày Quốc tế chống sử dụng Binh sĩ Trẻ em (International Day against the Use of Child Soldiers) hay còn gọi là Ngày tay đỏ (Red Hand Day) ngày 12 tháng 2 mỗi năm, là một ngày lễ kỷ niệm hàng năm mà lời thỉnh cầu được gửi đến các nhà lãnh đạo chính trị và các sự kiện được tổ chức trên toàn thế giới để thu hút sự chú ý đến số phận của những trẻ em phải phục vụ như binh lính trong chiến tranh và các cuộc xung đột vũ trang. Kể từ năm 1977, luật pháp quốc tế bắt đầu xuất hiện các công ước về cấm sử dụng binh sĩ trẻ em dưới 15 tuổi. Các Nghị định thư bổ sung năm 1977 cho Công ước Geneva 1949 (Điều 77.2),, Công ước về Quyền Trẻ em (1989) và Quy chế Rome của Tòa án Hình sự Quốc tế (2002) đều cấm các lực lượng vũ trang nhà nước và phi Nhà nước trực tiếp sử dụng trẻ em dưới 15 tuổi trong xung đột vũ trang.
Mục đích của ngày này là để kêu gọi hành động chống lại thực tế hiện trạng này, và hỗ trợ cho trẻ em bị ảnh hưởng bởi nó. Trẻ em đã bị trưng dụng nhiều lần như những người lính trong những năm gần đây bao gồm cả các cuộc xung đột vũ trang tại nước Cộng hòa Dân chủ Congo, Rwanda, Uganda, Sudan, Bờ Biển Ngà, Myanmar, Philippines, Colombia, và Palestine. Ước tính về số lượng trẻ em tham gia vào các cuộc xung đột vũ trang trên thế giới cho thấy không có sự thay đổi giữa năm 2006 và năm 2009. Việc phục viên và hội nhập xã hội sau cuộc chiến cho người lính trẻ em trở về với cộng đồng của họ được xem là không đủ hay là không tồn tại.
Ngày Quốc tế chống sử dụng Binh sĩ Trẻ em được khởi xướng vào năm 2002 khi "Nghị định thư không bắt buộc của Công ước về Quyền trẻ em về sự tham gia của trẻ em trong xung đột vũ trang"  (Optional Protocol to the Convention on the Rights of the Child on the Involvement of Children in Armed Conflict) có hiệu lực vào ngày 12 tháng 2 năm 2002. Biên bản này đã được thông qua bởi Đại hội đồng Liên Hợp Quốc tháng 5 năm 2000 và hiện nay đã có chữ ký của hơn 100 quốc gia khác nhau.
Một số tổ chức quốc tế đang hoạt động chống lại việc sử dụng trẻ em làm binh sĩ, như là Quỹ Nhi đồng Liên Hợp Quốc (UNICEF), Tổ chức Ân xá Quốc tế, Terre des Hommes hoặc Phong trào Chữ thập đỏ và Trăng lưỡi liềm đỏ quốc tế. Công việc của các tổ chức này có thể được tổng hợp bởi các chữ viết tắt DDR: Disarmament - Giải trừ quân bị, Demobilization - xuất ngũ, Reintegration - tái hòa nhập xã hội.